# Call Girl
Call Girl («Девушка по вызову») — четырнадцатая серия одиннадцатого сезона мультсериала «Гриффины». Премьерный показ состоялся 10 марта 2013 года на канале FOX.

## Сюжет
Питер решает завести сокола после того, как они с Крисом размещают скворечник у себя за домом, а всех птиц убивает хищная птица. Питер покупает сокола, называет его Ксерксом. Вместе они веселятся: гуляют в парке и даже угоняют мотоцикл.
На следующее утро к Гриффинам является адвокат человека, у которого Питер с Ксерксом украли мотоцикл. Он требует отдать мотоцикл, Ксеркса и заплатить кругленькую сумму. У Гриффинов почти не остаётся денег, и Лоис решает найти работу. Ожидая своей очереди на собеседовании, к ней подходит человек по имени Рэнди и говорит, что у неё прекрасный голос, и что Лоис сможет получить отличную работу. Рэнди назначает ей время и место для встречи в компании. Лоис очень рада такому предложению, она говорит семье, что теперь будет работать на телевидении.
Однако на следующий день, впервые придя на своё рабочее место, она понимает, что будет работать в компании, предлагающей услуги «Секса по телефону». Лоис немного разочарована, но быстро привыкает к своей новой работе. Она ничего об этом не говорит семье, они даже не догадываются, как Лоис зарабатывает деньги.
Тем временем, работа кипит: Лоис (которая взяла себе псевдоним Секси) становится популярной в Куахоге, ей звонят Джо, Гленн. Питер встречается с Джо и Куагмиром в баре и жалуется им на то, что Лоис стала холодно относиться к нему, у неё нет на него времени. Друзья советуют позвонить в «Секс по телефону», там работает новенькая по имени Секси. Питер поначалу сильно сомневается, но, дождавшись, когда Лоис уйдет на работу, набирает телефон. Лоис в шоке от того, что Питер позвонил сюда, но она, тем не менее, обслуживает клиента. Вечером Лоис спрашивает Питера, как прошёл день, но в ответ не получает того, чего хотелось бы — Питер не признаётся.
На следующий день Питер снова звонит Лоис на работу, просит встретиться с ней. Лоис не знает, что ей делать: ведь Питер, по сути, тем самым пытается ей изменить. В конце концов, она решается приехать в назначенное место Питером, надев парик. Питер занимается любовью с работницей «Секса по телефону», но Лоис сразу же снимает с себя парик, обвиняет Питера в том, что он изменял ей. Питер оправдывается, говоря о том, что он чувствовал нечто в ней, очень близкое к Лоис, будто они всегда были вместе. Они признают, что эта встреча была прекрасной. Питер говорит о том, что Лоис придётся серьезно потрудиться, ведь счет за услуги составляет 7000$.

## Рейтинги
- Рейтинг эпизода составил 2.7 среди возрастной группы 18-49 лет.
- Эпизод посмотрело порядка 5.27 миллиона человек.
- Серия стала самой просматриваемой в ту ночь «Animation Domination» на FOX, победив по количеству просмотров новые серии «Симпсонов», «Шоу Кливленда» и «Американского Папаши!».[1]

## Критика
- Эпизод получил смешанные отзывы.
- Кевин МакФарланд из A.V Club дал эпизоду низку оценку: C-, говоря: «Эпизод "Call Girl" очень разочаровал...» Он отметил, что сюжет с «Сексом по телефону» требовал бы большей проработки эпизода. Также ему понравилась сюжетная линия Питера и Ксеркса.[2]
- Джон Блаббер присвоил эпизоду оценку 7/10.[3]
- Марк Траммел из TV Equals сказал: «В целом, довольно хороший эпизод. Мне понравилось многое, и это было, конечно, достаточно, чтобы порекомендовать эпизод в целом. Может быть, он не был классическим эпизодом, но он был одним из наиболее хороших эпизодов в этом сезоне.»[4]